# Koen Naert
Koen Naert (né le 3 septembre 1989 à Roulers) est un athlète belge, spécialiste du marathon.

## Biographie
En 2016, il termine 22e du marathon aux Jeux olympiques d'été. L'année suivante, il termine 8e du marathon de New York.
En 2018, il devient champion d'Europe du marathon lors des Championnats sportifs européens.
En 2023, il termine 5e du Marathon de New York en 2 h 10 min 25 s.

## Résultats en championnats

### Championnats de Belgique
Outdoor
| Course        | Année      |
| ------------- | ---------- |
| 5000 m        | 2015, 2016 |
| 10.000 m      | 2011       |
| cross-country | 2013       |
| 10 km         | 2017       |
| semi-marathon | 2017       |

### Championnats d'Europe
| Course   | Année | Place |
| -------- | ----- | ----- |
| Marathon | 2018  | 1er   |

## Records personnels
Outdoor
| Course        | Temps          | Date             | Lieu      |
| ------------- | -------------- | ---------------- | --------- |
| 1 500 m       | 3 min 42 s 99  | 5 juillet 2014   | Oordegem  |
| 3 000 m       | 7 min 58 s 50  | 21 mai 2014      | Oslo      |
| 5 000 m       | 13 min 32 s 83 | 31 mai 2014      | Oordegem  |
| 10 000 m      | 28 min 32 s 29 | 29 avril 2012    | Palo Alto |
| 15 km         | 47 min 7 s     | 15 novembre 2015 | Nimègue   |
| Semi-marathon | 1 h 1 min 42 s | 24 mars 2018     | Valence   |
| Marathon      | 2 h 7 min 39   | 7 avril 2019     | Rotterdam |

## Récompenses
- Spike d'Or 2018[4].